# باول تالبوت
باول تالبوت (بالإنجليزية: Paul Talbot)‏ (11 أغسطس 1979 بغيتسهيد في المملكة المتحدة - ) هو لاعب كرة قدم بريطاني في مركز الدفاع. لعب مع كوين أوف ساوث ونادي بيرتن ألبيون ونادي يورك سيتي ونيوكاسل يونايتد ونادي غيتزهد وسبنيمور يونايتد ‏.

## وصلات خارجية
- باول تالبوت على موقع قاعدة بيانات كرة القدم.إي يو (الإنجليزية)
- باول تالبوت على موقع Soccerbase.com (لاعب) (الإنجليزية)